# Sud-Aviation SA 316 Alouette III

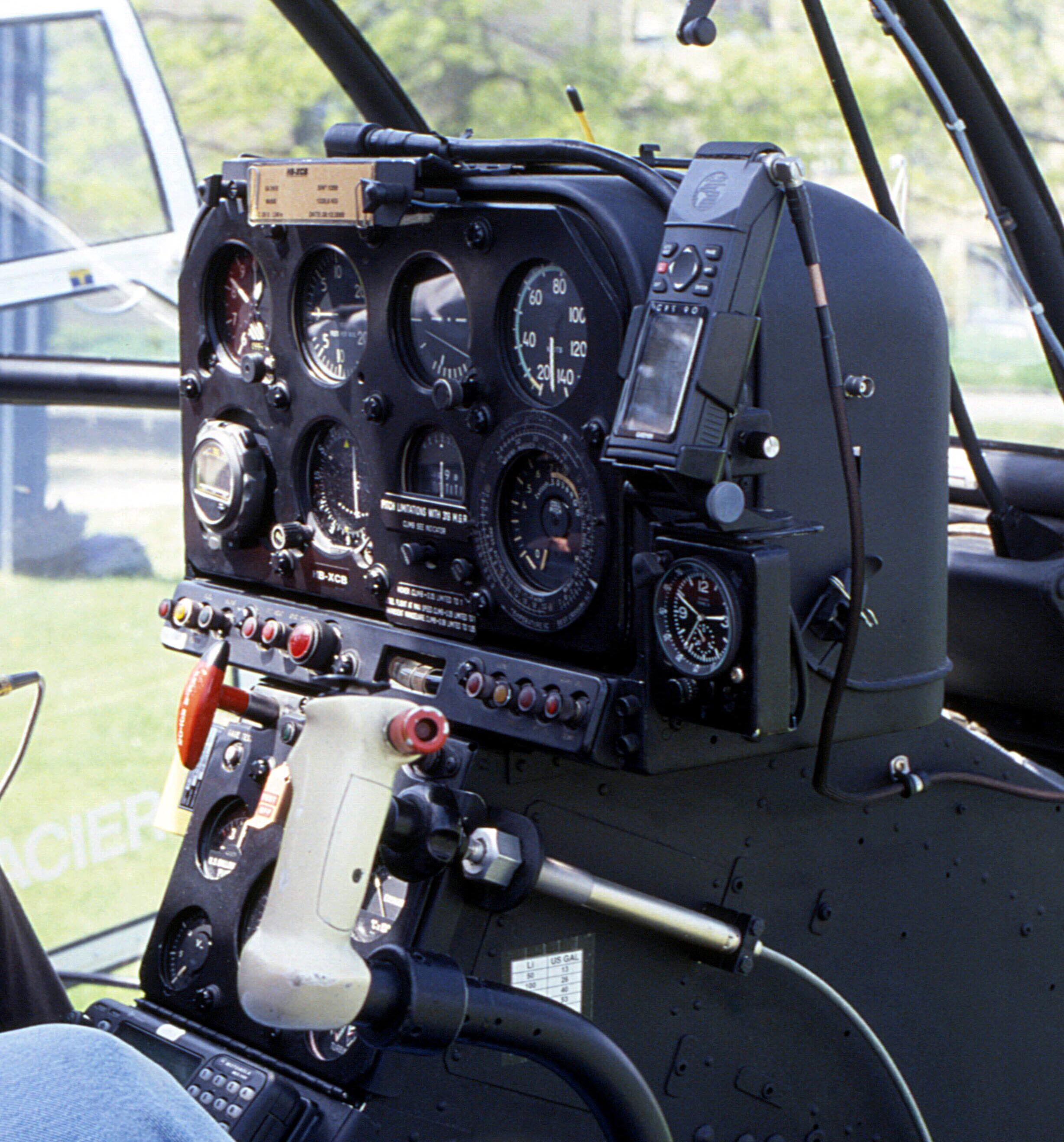
Pannello strumenti

L'Alouette III (conosciuto anche con le sigle SA 316 e SA 319) è un elicottero utility leggero monoturbina con rotore a tre pale, progettato e costruito dall'azienda aeronautica francese Sud-Aviation (poi confluita nell'Aérospatiale). Rappresenta uno dei massimi successi francesi in campo elicotteristico, infatti dal 1959 è stato prodotto in oltre 1 800 esemplari.

## Storia del progetto
Il progetto dell'Alouette III nacque nel 1958, quando l'allora Sud-Aviation decise di avviare lo sviluppo di una versione maggiorata dell'ottimo SA 313/SA 318 Alouette II, in grado di offrire migliori prestazioni e maggiori capacità di carico.
La nuova macchina si presentava con una linea profilata ed abbastanza elegante e con una cabina abbondantemente vetrata in grado di ospitare fino a sette persone.
Tra i compiti assegnati all'Alouette III ci sono il trasporto di persone, soldati o merci, l'aeroambulanza, la ricerca e soccorso (SAR), l'addestramento, la ricognizione, e anche l'attacco anticarro.
Rispetto al suo predecessore (l'Alouette II) è caratterizzato da un carrello triciclo fisso al posto dei tradizionali pattini d'atterraggio e la trave di coda non è più a traliccio ma chiusa.
Il prototipo volò per la prima volta il 28 febbraio 1959 e interessò subito le forze armate francesi, che in quel periodo erano alla ricerca di una macchina dalle dimensioni contenute, ma veloce e bene armata per l'intervento in Algeria.
Furono così studiate diverse combinazioni d'armamento e oltre a diverse armi brandeggiabili o fisse fu prevista l'installazione di missili filoguidati e di siluri. Così equipaggiato l'Alouette III raggiungeva una velocità massima di circa 210 km/h e rispondeva benissimo alle richieste delle forze armate.
Quando la macchina era in produzione già da tre anni la Sud Aviation realizzò un prototipo espressamente concepito per missioni armate, nel cui muso ridisegnato era stato montato un cannone calibro 20 mm La nuova macchina risultò però di insufficienti prestazioni come elicottero da combattimento e, inoltre la guerra d'Algeria si era oramai conclusa.
Verso la fine del 1970 venne introdotta la versione SA 316B con trasmissioni dei rotori irrobustite, mentre nel 1972 fu la volta del modello SA 316C con il nuovo turboalbero Turboméca Artouste IIID da 870 hp, in seguito sottopotenziata a 600 hp.
Un'ulteriore versione che ha conosciuto grande successo di vendite è stata la SA 319B alimentata con un motore a turbina Turboméca Astazou XIV di 600 hp, entrata in produzione sempre negli anni settanta; quest'ultima variante offriva prestazioni di volo migliori con un consumo specifico ridotto del 25% rispetto ai modelli precedenti.
La costruzione del SA 316B e dell'SA 319B è proseguita per anni in Francia prima sotto la direzione della Sud Aviation e poi dell'Aérospatiale, ed è stata estesa anche in India, Pakistan, Romania e Svizzera, dove sono stati realizzate diverse decine di esemplari sia militari che civili, ancora oggi in servizio.
Il successo commerciale dell'elicottero francese fu tale che dopo appena quindici anni (nella primavera del 1976) dall'avvio della produzione in serie risultavano venduti circa 1 400 esemplari, a 120 operatori di 69 paesi.
Dimostrazioni record vennero effettuate sul Monte Bianco e a 6.000 metri di altezza sulle vette dell'Himalaya per testimoniare le eccezionali prestazioni in alta quota, e presto il successo di vendite divenne notevole, tanto da avviare già nel 1962 la produzione su licenza in India (paese in cui è stato prodotto fino al 1995).
Dal 1970 l'Alouette III diventò proprietà dell'Aerospatiale, che ne amplificò la produzione. Tutti gli operatori, sia civili che militari, apprezzarono le buone doti dell'elicottero, in quanto esso si dimostrò essere, nel corso degli anni del suo impiego, una macchina affidabile, flessibile ed economica.
L'elicottero è stato anche adattato per l'impiego navale e dotato allo scopo di apparecchiature di navigazione migliorate con radar Doppler, calcolatore di navigazione, pilota automatico e due bracci esterni sui quali venivano montati due siluri filoguidati per la lotta antisommergibile oppure venivano montati due missili antinave specificamente per l'attacco ai mezzi di superficie.

## Versioni
- SA 316A: si tratta della prima versione entrata in produzione. La designazione originaria era SE 3160.
- SA 316B: variante con prestazioni e capacità di carico aumentate. Fu costruito su licenza in India dalla HAL come Chetak e in Romania dalla IAR come IAR 316.
- Chetak: versione del SA 316B prodotta su licenza dalla HAL indiana.
- IAR 316: variante costruita su licenza in Romania dalla IAR del SA 316B.
- SA 316C: modello azionato da un motore Turbomeca Artouste IIID. Furono realizzati pochi esemplari.
- SA 319B: versione sviluppata dal SA 316B, era propulsa da un motore Turboméca Astazou XIV da 660 CV.

## Utilizzatori

### Civili
Svizzera
- Air Glaciers[5]
- REGA

Almeno 3 SA 319B in servizio dal 1971 al 1996. Ceduti a partire dal 1995 al Ministero degli interni albanese.

### Governativi
Albania
- Ministria e Punëve të Brendshme

4 SA 319B ex Swiss Air Ambulance ricevuti tra l'8 marzo 1995 e il 1996.
 Australia
- Federal Government Department of Supply

3 SA 316B ex RAAF ricevuti nell'aprile del 1967.
 Ecuador
- Dirección General de Aviación Civil

4 SA 319B ceduti alla Fuerza Aérea Ecuatoriana, in due coppie , una nel 1981 e una nel 1984.
 Francia
- Sécurité civile

33 tra SA 316A e SA 316B in servizio dal 1962 al 2009.
 Germania
- Landespolizei

1 SA 319B in servizio dal 1972 al 1979.
 Giappone
- Fire and Disaster Management Agency

2 SA 316B in servizio dal 1967 al 1991.

### Militari
Angola
- Força Aérea Nacional Angolana

Ad agosto 2015 risultano in servizio 18 SA 316.
 Argentina
- Aviación Naval

14 SA 316B in servizio dal 1969 al 2010.
 Australia
- Royal Australian Air Force

3 SA 316B ricevuti nel febbraio del 1964 ed in servizio fino all'aprile del 1967, anno in cui furono trasferiti al Federal Government Department of Supply.
 Austria
- Luftstreitkräfte

24 SA 316B Allouette III consegnati a partire dal 1967 per il trasporto leggero e SAR. Nel 1986 sono stati consegnati 2 rimpiazzi per incidenti ex Royal Jordanian Air Force e un ex esemplare dell'Aeronautica svizzera ricevuto nel 1999. Ultimi esemplari definitivamente ritirati dal servizio il 24 maggio 2024.
 Birmania
- Tatmdaw Lei

13 consegnati, 10 in servizio al dicembre 2016.
 Burundi
- Armée Nationale du Burundi

5 SA-316B consegnati, 3 dei quali in servizio all'agosto 2017.
 Camerun
- Armée de l'Air du Cameroun

4 SA 316B consegnati, uno in servizio all'ottobre 2017.
 Canada
- Canadian Coast Guard

2 SA 316A in servizio dal 1966 al 1989.
 Ciad
- Force Aérienne Tchadienne

2 SA 316B consegnati, 1 in servizio al marzo 2018.
 RD del Congo
- Force Aérienne du Congo

7 SA 318 consegnati, 2 in servizio all'ottobre 2018.
 Corea del Sud
- Daehanminguk Haegun

12 SA 319B in servizio dal 1977 al dicembre 2019.
 Danimarca
- Flyvevåbnet

8 SA 316A in servizio dal 1962 al 1977, anno in cui furono ceduto all'appena formato Danish Naval Air Service
- Kongelige danske marine

8 SA 316A ex Flyvevåbnet, ricevuti nel 1977 e ritirati nel 1982.
 Rep. Dominicana
- Fuerza Aérea Dominicana

4 SA 319B in servizio dal 1964 al 1987.
 Ecuador
- Armada del Ecuador

2 SA 316B in servizio dal 1974 al 1985.
- Fuerza Aérea Ecuatoriana

6 SA 319B ricevuti a partire dal 1972, più 4 esemplari ricevuti dalla Dirección General de Aviación, ricevuti rispettivamente in due coppie nel 1981 e nel 1984.
 El Salvador
- Fuerza Aérea Salvadoreña

5 SA 316B in servizio dal 1973 al 1992.
 Etiopia
- Ye Ithopya Ayer Hayl

20 SA 316B consegnati, 3 in servizio al gennaio 2020.
 Francia
- Armée de l'air

59 SA 316 in servizio dal 1963 al 2004.
- Armée de terre/Aviation légère de l'armée de terre
- Marine nationale/Aéronautique navale

37 tra SA 316B e SA 319B consegnati a partire dal 1963, con i primi ritirati dal servizio nel 2018, mentre i secondi nel 2022.
 Giordania
- Royal Jordanian Air Force

16 SA 316B in servizio dal 1965 al 1988. Due esemplari ceduti all'Aeronautica austriaca nel 1986.
 Guinea-Bissau
- Força Aérea da Guiné-Bissau

3 SA 316B consegnati.
 Hong Kong
- Royal Hong Kong Auxiliary Air Force

2 SA 316A e 2 SA 316B in servizio dal 1965 al 1980.
 India
- Bhāratīya Vāyu Senā

250 tra SA-316B e SA-319B consegnati.
- Indian Naval Air Arm

80 Chetak di costruzione HAL consegnati. 51 esemplari in servizio al settembre 2019. Ulteriori 8 Chetak ordinati ad agosto 2017 e da consegnare entro agosto 2020, con i primi due entro agosto 2019.
- Bharatiya Thatrakshak

17 SA 316 (costruiti su licenza dalla HAL e chiamati Chetak) in servizio al febbraio 2017.
 Irlanda
- Aer Chór na hÉireann

3 SA 316A ordinati, di cui due consegnati a partire dal 1963 ed il terzo nell'aprile del 1964. Ulteriori 5 SA 316B ordinati nel 1972 e consegnati nell'arco di due anni. Gli ultimi sei elicotteri sono stati formalmente ritirati il 21 settembre 2007.
 Libia
- Al-Quwwat al-Jawwiyya al-Libiyya

3 SA 316B in servizio fino al 1980, lasciati a Malta ed integrati nello Stormo aereo maltese.
 Malaysia
- Tentera Udara Diraja Malaysia

43 tra SA-316B e SA-319B acquistati dalla Francia e, di seconda mano, da Singapore tra il 1964 e 1979.
- Tentera Darat Malaysia

10 SA 316B ricevuti dall'Aeronautica malese nel 1995 e ritirati nel 2009.
 Malta
- Stormo aereo maltese

3 SA 316B ex Al-Quwwat al-Jawwiyya al-Libiyya, lasciati dai libici alla loro partenza nel 1980, revisionati nel 1991 a Tolone, immessi in servizio ed impiegati in operazioni congiunte con il Maritime Squadron.
 Namibia
- Namibian Air Force

2 Chetak-E (SA 316B) consegnati dall'indiana HAL nel 1994.
 Paesi Bassi
- Koninklijke Luchtmacht

77 SA 316A in servizio dal 1964 al 2015.
 Pakistan
- Fi'saia Pakistana

15 SA-316B realizzati localmente in servizio al febbraio 2019.
- Pakistan Army Aviation Corps[5]
- Pakistan Naval Air Arm[5]

 Portogallo
- Força Aérea Portuguesa

156 SA 316 consegnati a partire dal 1963, con gli ultimi esemplari ritirati a giugno 2020.
 Romania
- Forțele Aeriene Române

125 esemplari costruiti su licenza come IAR-316B, 6 in servizio all'aprile 2017.
 Singapore
- Republic of Singapore Air Force

8 SA 316B consegnati nel 1969, rimasti in servizio fino al 1978 e ceduti alla Royal Malaysian Air Force nello stesso anno.
 Spagna
- Ejército del Aire

12 SA 319B in servizio dal 1973 al 2000.
 Sudafrica
- Suid-Afrikaanse Lugmag

119 tra SA 316A e SA 316B in servizio dal 1962 al 2006.
 Suriname
- Suriname Air Force

3 Chetak (SA 316B) acquistati dall'indiana HAL nel 2009.
 Svizzera
- Forze aeree svizzere

24 SA 316A in servizio dal 1964 al 2004. Un esemplare ceduto all'Aeronautica austriaca nel 1999.
 Zimbabwe
- Air Force of Zimbabwe

45 tra SA 316A e SA 316B ricevuti a partire dal 1962.
 Venezuela
- Aviación Militar Venezolana

21 SA 316A in servizio dal 1968 al 2005.